# Durkó Antal
Durkó Antal (Békés, 1890. január 17. – Békés, 1978. szeptember 23.) magyar gimnáziumi tanár, múzeumvezető.

## Élete
Durkó Antal 1890-ben született Békésen, tősgyökeres békési család sarjaként. Elemi és középiskoláit Békésen végezte. Tanári diplomáját a Budapesti Tudományegyetem bölcsészkarán, magyar - német szakon szerezte meg 1912-ben, mint az Eötvös Kollégium tagja.
1913 őszétől Pápán, a Tanítóképzőben kezdte tanári pályáját. Itt ismerkedett meg későbbi feleségével, Kiss Margittal. Az első világháború kitörésekor a 2. honvéd gyalogezred hadapródja lett, zászlótartóként került a galíciai frontra, ahol megsebesült. Felépülése után újra a frontra vezényelték s a lengyelországi Przemyśl várába került, majd a vár katonáinak 1915. március 19-i kitörésénél fogságba esett. Különböző orosz fogolytáborokban (Taskent, Ghondzsent) több mint 6 évet töltött, és 1922-ben került haza. Ekkor kapta meg az I. oszt. Ezüst vitézségi érmet, lett a sebesülési érem tulajdonosa, melyeknek alapján 1926-ban vitézzé avatták. Hazakerülése után megnősült.
1922-ben Békésen, a gimnáziumban kezdte meg újból tanári működését, 1928-ban megszerezte a gyorsíró tanári képesítést is, majd 1935-ben Szegeden doktorált a békési gimnázium történetével. A tanítás mellett évtizedeken keresztül részt vett az iskolán kívüli népművelésben is. Megszervezte az iskolai cserkészcsapatot, tagja lett a Polgári Lövész Egyesületnek, a Békési Frontharcosok Szövetségének, a Békési Öreg Diákok Egyesületének, eszperantót tanított stb. 1925-1931 között a Békési Hitlap társszerkesztője volt. A tanári munka mellett végzett 10 évi kutatómunka eredményeképpen 1939-ben jelent meg „Békés nagyközség története” című munkája, amely hézagpótló jelentőségű, napjainkban is értékes forrásmunkának számít.
1938-ban bízták meg a Békési Múzeum megszervezésével, melyhez rövid idő alatt értékes néprajzi anyagot gyűjtött össze. A háborús események miatt azonban a Múzeum csak 1945-ben nyitott meg, először a református egyház presbiteri termében. Később javasolta, hogy a Nagyházat (volt uradalmi épület a főtéren) nyilvánítsák műemlékké, s azok rendbetétele után 1955. év végétől ebben az épületben kapott végleges elhelyezést a Múzeum. 1948-ban történt nyugdíjazása után kb. 80 éves koráig, a múzeum vezetésére, méltó elhelyezésére, a tárgyi és szellemi néprajz feltalálható értékeinek összegyűjtésére összpontosította minden energiáját.
1978-ban, 89 éves korában hunyt el.

## Főbb művei
- Békés nagyközség története (monográfia), Békés, 1939
- A békési magyarság néprajza (mesék, babonák, nóták, népszokások, hagyományok, gyógymódok, kuruzslások, rigmusok) kiadatlan (2 példányban lett legépelve, egyik a Néprajzi Múzeumban, egy pedig a Békési Múzeumban van letéve.)